# Homalium africanum
Homalium africanum är en videväxtart som först beskrevs av Joseph Dalton Hooker, och fick sitt nu gällande namn av George Bentham. Homalium africanum ingår i släktet Homalium och familjen videväxter. Inga underarter finns listade i Catalogue of Life.